# ورتمانین
ورتمانین (به انگلیسی: Wortmannin) با فرمول شیمیایی C23H24O8 یک ترکیب شیمیایی با شناسه پاب‌کم ۳۱۲۱۴۵ است؛ که جرم مولی آن ۴۲۸٫۴۳۱۸۶ گرم بر مول می‌باشد.
ورتمانین نوعی استرویید ضروری برای متابولیستم برای Penicillium funiculosum است. این استرویید مانع عملکرد PI3K در سلول‌ها می‌شود. در کاربردهای in vitro غلظت ممانعت (Inhibitory Concentration یا IC50) برابر با ۵ نانومولار دارد که پتانسیل بهتری از LY294002 خواهد داشت. کارکرد in vitro این ماده برای کلاس‌های ۱و ۲و ۳ از PI3K  مشابه است و همینطور مکانیزم ممانعت مشابهی در مورد انزیم‌های مرتبط با PI3K مثل mTOR، DNA-PK یا MAPK در غلظت‌های زیاد می‌شود.